# エクスコムグローバル
エクスコムグローバル株式会社（英: XCom Global, Inc.、略称: エクスコム、XCOM）は、モバイル通信サービス事業、メディカル支援サービス事業、飲食店運営サービス事業を主とする日本の企業。東京都渋谷区に本社を置く。

## 概要
2008年に業界初のモバイルWi-Fiルーター端末のレンタルサービスを開始し、定額制の導入を行うなど通信事業を営む。イモトアヤコをキャラクターにして「イモトのWiFi」として広める。
本社は東京、事業所は大阪、名古屋、福岡、札幌、主要国際線空港に専用の自社カウンターを設ける。
2019年にメディカル支援事業を開始した。美容内科、美容皮膚科を中心とする医療機関「にしたんクリニック」の運営や立ち上げを支援し、オペレーションの構築やマーケティング戦略を立案し、実行する。芸能人を起用した中毒性が高いTVCMや屋外看板などで広告宣伝する。
2020年に新型コロナウイルス感染症の流行で主力事業「イモトのWiFi」は売上が98％減少したが、「にしたんクリニック」でPCR検査事業を開始して経営危機を回避した。2021年に総額1億円を給付する看護師支援プロジェクトを催し、2022年に東京都PCR等検査無料化事業へ参入した。
2022年3月にサッカーベルギー1部リーグ「シント=トロイデンVV」と「にしたんクリニック」がプラチナスポンサー契約し、代表取締役社長の西村誠司がマーケティングアドバイザーとなる。
渋谷区宇田川町に日本初のSTVV公式レストランバーの運営支援をしている。
2022年6月にメディカル支援事業として不妊治療クリニックである「にしたんARTクリニック」開院を支援した。
経営理念
当社にしかできない独自のサービスを創り、お客様に喜んでもらえる仕事をすることで世の中を変えていく
コーポレート・アイデンティティ
わたしたち、エクスコムグローバル株式会社（グループ）は 既存の常識にとらわれず、あらゆる事業領域を超えて社会の問題を解決するために、自らリスクを取って挑戦し独自のサービス、商品を創り、 人々と社会に貢献する新たな価値を提供し、世界を変えていきます。
名称の由来
「XCOM」の”X”には、「果てない可能性、無限大の」という想いを、”COM”には、「コミュニケーションで人と人との絆をつなぎ、未来へつなぐ」という想いを、”GLOBAL”には、「日本にとどまらず世界中に新たな価値を創造していく」という想いを込め、「世界をより便利に変えていきたい」という”使命”を表現している。

## 運営事業

### モバイル通信サービス
- イモトのWiFi - 2008年6月に業界初のサービスとして、海外用Wi-Fiルーター端末レンタルサービスを開始した。 世界200以上の国と地域で1日680円からの定額料金で提供する。イメージキャラクターにイモトアヤコを起用し、"イモトのWiFi"として広めた。
- グローバルセルラー - 海外用携帯電話のレンタルサービスで、34か国の現地回線で世界200の国や地域で利用可能である。
- JAPAN WiFi/JAPAN PREPAID SIM - 日本国内向けのWi-Fiルーター端末レンタルサービス[18]とプリペイドSIMカードの販売事業である。

### メディカル支援サービス
2019年にメディカル支援事業を開始し、「にしたんクリニック」を設立して運営を支援する。オペレーションの構築、支援、マーケティング戦略の立案と実行など、全般を担う。
- にしたんクリニック（医療法人社団 直悠会） - 美容外科
- にしたんARTクリニック（医療法人社団 直悠会） - 不妊治療（生殖補助医療）
- 梅田病院（医療法人 至誠会） - 山口県光市

### 飲食店運営サービス
- にしたんクリニックがクラブのプラチナスポンサーとなっており公式レストランは日本初。内装デザインは株式会社丹下都市建築設計、料理のトータルプロデュースは鳥羽周作。

## 事業所

### 国内
- 札幌支店：〒060-0005 北海道札幌市中央区北5条西2-5 JRタワーオフィスプラザさっぽろ15F
- 名古屋支店：〒451-0045 愛知県名古屋市西区名駅2-27-8 名古屋プライムセントラルタワー12F
- 大阪支店：〒542-0081 大阪府大阪市中央区南船場4-6-1 南船場秋山ビル6F
- 福岡支店：〒810-0001 福岡県福岡市中央区天神1-1-1 アクロス福岡12F
- ロジスティクスセンター：〒150-0011 東京都渋谷区東1-26-20 東京建物東渋谷ビル11F

### 海外
すべて撤退済み。
- アメリカ合衆国サンディエゴ、海外進出第一拠点で2010年2月に設立。
- 中華民国台北市、海外第2拠点として2011年7月に設立。

### 店舗
- 成田国際空港 自社カウンター
  - 第1ターミナル北ウイング 4F出発ロビー、1F到着ロビー
  - 第2ターミナル 地下1F鉄道改札階
- 羽田空港 自社カウンター - 第3ターミナル 3F出発ロビー、2F到着ロビー、
- 関西国際空港 自社カウンター 
  - 第1ターミナル国際線 4F出発フロア、 4F出発フロア、 1F到着フロア、
  - 第2ターミナル国際線　出発ゲート、到着ゲート
  - 関西空港駅（南海）
- 中部国際空港 自社カウンター 
  - 第1ターミナル 3F出発ロビー、第2ターミナル 2F出発ロビー、
  - アクセスプラザ 名鉄改札階／ロッカー受取、名鉄トラベルプラザ/委託カウンター
- 福岡空港 自社カウンター - 国際線ターミナル 1F到着ロビー(南)、 1F到着ロビー
- 新千歳空港 自社カウンター - 国際線ターミナル 2F到着ロビー、1F JAL側到着ロビー

## 沿革
- 1995年11月 - 有限会社インターコミュニケーションズ設立
- 1996年11月 - 株式会社インターコミュニケーションズに組織変更
- 2005年4月 - 東日本旅客鉄道株式会社系列の株式会社日本レストランエンタプライズと提携して成田エクスプレス車内で携帯電話レンタル申込取次開始
- 2006年9月 - 海外用SIMカード長期レンタルサービス「GlobalCellularMA」開始
- 2008年
  - 1月 - 株式会社ジー・フォーンの株式取得して子会社化
  - 6月 - 国際モバイルデータ通信レンタルサービス「グローバルデータ」開始
- 2010年
  - 2月 - XComGlobal,Inc.をアメリカに設立
  - 4月 - 海外用データ通信レンタルサービスに「MiFiレンタル」追加
  - 10月 - 大阪支店開設
- 2011年7月 - 台湾支店開設
- 2012年
  - 7月 - イメージキャラクターにイモトアヤコを起用して「イモトのWiFi」を開始
  - 8月 - 株式会社ジー・フォーンの全事業を譲受
  - 9月 - エクスコムグローバル株式会社へ社名変更
  - 12月 - 関西国際空港に自社カウンターを開設
- 2013年
  - 1月 - 成田空港に自社カウンターを開設
  - 7月 - 中部国際空港セントレアに自社カウンター開設
- 2014年
  - 3月 - 羽田空港国際線に自社カウンター開設
  - 11月 - 名古屋支店開設
- 2015年
  - 4月 - 福岡支店開設
  - 5月 - 福岡空港国際線に自社カウンター開設
  - 10月 - 格安SIM「イモトのケータイ」開始
- 2016年
  - 1月 - 訪日外国人向け通信レンタル「JapanWiFi」開始
  - 7月 - 訪日外国人向けプリペイドSIM「JapanprepaidSIM」販売開始
- 2017年
  - 2月 - XcomCloudサービス開始
  - 3月 - 新千歳空港に自社カウンター開設
  - 4月 - 札幌支店開設
- 2019年
  - 5月 - メディカルサービス法人設立
  - 10月 - 渋谷スクランブルスクエアへ本社移転
  - 11月 - にしたんクリニック渋谷院開院
- 2020年
  - 3月 - にしたんクリニック銀座院開院
  - 8月 - にしたんクリニックがPCR検査開始
- 2021年
  - 7月 - にしたんクリニック新宿院開院[19]
  - 9月 - メディア運営サービス「FeeMo」開始
- 2022年
  - 3月 - 「シント＝トロイデンVV」とスポンサー契約して「にしたんクリニック」がプラチナスポンサー、西村誠司がマーケティングアドバイザー
  - 6月 - にしたんARTクリニック新宿院開院
  - 9月 - STVVLOUNGEオープン
  - 10月 - にしたんARTクリニック日本橋院開院
- 2023年
  - 1月 - にしたんARTクリニック品川院開院
  - 2月 - にしたんARTクリニック大阪院開院
  - 7月 - RAMEN RESTAURANT Nishitan55をオープン
  - 11月 - にしたんARTクリニック博多駅前院開院

- 2024年　
  - 1月 - にしたんARTクリニック新宿院が天皇陛下から紺綬褒章を受章
  - 3月 - にしたんARTクリニック新宿院が「卵子凍結に係る費用への助成」の登録医療機関へ登録
  - 9月 - にしたんARTクリニック渋谷院開院
  - 11月 - にしたんARTクリニック京都院開院

## にしたんグループ
エクスコムグローバルが運営支援を行う医療機関を「にしたんグループ」としている（なお、各医院の経営はそれぞれの医療法人が行っており、エクスコムグローバルは関与しない）。

### にしたんクリニック

#### 美容内科 美容皮膚科
白玉点滴など美白や美肌の美容点滴、HIFUやピコレーザーなど美容皮膚やレーザー治療、ダイエット注射 (GLP-1) などの自費医療を、渋谷、銀座、新宿で提供する。

#### 新型コロナウイルスPCR検査
2020年8月24日に唾液採取検査キット送付によるPCR検査を開始した。2024年3月末をもって終了。

#### 主な取り組み
- 看護師支援プロジェクト[12] - コロナ禍の看護師へ一人20万円で総額1億円を寄付する支援プロジェクト[23]を2021年1月9日に開始し、寄せられた「本当の声」をウェブサイトに掲載した。
- 東京都PCR検査等無料化事業[24] - 無症状都民が対象の都PCR検査等無料化事業へ2022年1月21日に参入した。
- シント=トロイデンVV プラチナスポンサー - スポンサー契約し、ユニフォーム胸部に「にしたんクリニック」ロゴを掲出して西村誠司がマーケティングアドバイザーとなる。

### にしたんARTクリニック
一般不妊治療、生殖補助医療(ART)、一般婦人科検診、検査、ブライダルチェックなどを新宿、日本橋、品川、渋谷、丸の内、横浜、京都、大阪、名古屋、神戸、博多で提供する。

## 不祥事

### 情報漏洩
2013年4月19日から23日に自社ウェブサーバが不正アクセスを受け、管理する顧客のクレジットカード情報など109112件の個人情報が漏洩した。
2013年4月23日17時頃に契約する決済代行会社からクレジットカード情報の流出懸念について連絡を受けて発覚し、5月27日に公表した。
SQLインジェクションで不正取得され、サーバに平文保存されていた最大146,701件のうち、109,112件のクレジットカード名義人名、カード番号、カード有効期限、セキュリティコード、申込者住所が漏洩した。該当顧客は平成23年3月7日から平成25年4月23日に申し込んでいた。クレジットカード情報が許可無く保存され、本来保存すべきでないとされるセキリティコードも含まれた。
責任を取り代表取締役社長の西村誠司は月額報酬30％を3か月減額し、該当の顧客へ次回申し込み時に適用される3000円割引の特別優待券を発行することを発表した。
経営判断により、決済会社の指摘から公表まで1か月以上を要し、被害者はカードの停止手続きなどが不可能であった。発覚直後の4月26日時点で不正使用が172件確認されたが、大型連休期間中は銀行振込と空港窓口でクレジットカードを含む決済営業を継続して批判された。

#### 行政指導
2013年9月3日に個人情報の漏洩事案に関し、総務省は下記文書で行政指導した。
エクスコムグローバル株式会社は、個人情報の保護に関する法律（平成15年法律第57号）及び電気通信事業における個人情報保護に関するガイドライン（平成16年総務省告示第695号）における安全管理措置義務に違反したものと認められる。
同社の法令違反並びにガイドライン違反が認められ、今後の再発防止のために個人情報の取扱いに係る技術面及び組織面における安全管理対策の在り方、従業員等に対する個人情報についての研修の在り方、個人情報漏えい事案が発生した際の顧客・関係者等への迅速かつ的確な周知の方法等を抜本的に見直した上で、再発防止に努めるよう指導された。

### 景品表示法違反
イモトのWiFiの広告で客観的な調査をせずに「お客様満足度No.1」などと表示したとして、消費者庁は2024年2月28日付で景品表示法違反（優良誤認）で、再発防止などを求める措置命令を出した。発表によると、同社は2020年2月以降、旅行ガイドブック「地球の歩き方」や自社サイトなどでイモトのWiFiの広告を掲載。「海外旅行者が選ぶNo.1」などと表示したが、実際は調査会社がアンケート用に集めた会員による回答だった。